# Прокудське
Прокудське (рос. Прокудское) — село у Коченевському районі Новосибірської області Російської Федерації.
Входить до складу муніципального утворення Прокудська сільрада. Населення становить 5991 особа (2010).

## Історія
Згідно із законом від 2 червня 2004 року органом місцевого самоврядування є Прокудська сільрада.

## Населення
| 1926 | 1979  | 2002  | 2007  | 2010  |
| ---- | ----- | ----- | ----- | ----- |
| 3044 | ↗5348 | ↗6122 | ↗6239 | ↘5991 |